# Ley Salmón
La Ley Salmón, nombre por el que se conoce a la  Ley de previsión contra el paro de 25 de junio de 1935, llamada también Ley de paro, es una norma jurídica española promulgada durante la Segunda República, con el objetivo de rebajar el paro obrero involuntario favoreciendo las obras públicas a través de la construcción de viviendas de alquiler.
El nombre proviene del apellido del entonces ministro de Trabajo y Previsión Federico Salmón Amorín, encargado de su elaboración.

## Contexto histórico
En un contexto de crisis económica y falta de inversión, el gobierno de la República, siendo presidente Niceto Alcalá-Zamora, presentó la ley que fue aprobada por las Cortes por el procedimiento de urgencia. Entre los distintos campos de la economía a los que afectaba, el principal fue el referido al de la construcción, tanto de edificios públicos como de edificios de viviendas destinados al alquiler, desarrollando los procedimientos y regulando un sistema de exenciones tributarias para promotores y sociedades inmobiliarias.
El objetivo era triple: con la ley se quiso paliar el problema de la falta de vivienda, ofertando casas de alquiler a las clases medias y modestas; además, se estimulaba el negocio para las empresas constructoras y se remediaba parcialmente el paro obrero al crearse puestos de trabajo en la construcción.Está considerada como la aportación más eficaz en materia de vivienda acometida en España en los años 30.

## Desarrollo
Aunque el éxito de la Ley fue notable, pues se llegaron a construir más de 3000 viviendas, donde tuvo mayor repercusión fue en las ciudades con mayor población y mayor nivel de vida como Madrid, Barcelona, La Coruña, Málaga, Valladolid o Valencia. En otras, como Almería, Badajoz, Cuenca, Gerona o León, más pequeñas y con menor nivel adquisitivo, no se presentó ninguna solicitud para construir viviendas de alquiler bajo el amparo de la Ley. De un total de 3.203 expedientes conocidos, casi la mitad se hicieron en Madrid y Barcelona.

## Estilo Salmón
La rápida respuesta a las facilidades proporcionadas por el plan supuso la difusión de una tipología de edificios, al menos formalmente, que aplicaba criterios funcionalistas de corte racionalista en boga en la Europa del momento.
Esta particular estética racionalista marginal, con toques de Art decó, constituyó una arquitectura de consumo de compromiso social que llegó a cambiar la fisonomía arquitectónica de muchas ciudades, conocida popularmente como estilo Salmón, constituyó el estilo representativo de los años de la República.
Sus características generales recrearon el modelo racionalista ortodoxo, a veces trivializado, dotándolo de unos rasgos propios, con un carácter más popular, distanciándose de la arquitectura dominante hasta el momento, despojándose de las referencias historicistas y aportando nuevos rasgos que, sin ser demasiado “modernos”, resultaban asequibles al gusto mayoritario. Destaca por el uso de la horizontalidad en composiciones apaisadas a partir de bandas corridas entre los vanos, el uso de «ventanales-terraza» en lugar del balcón tradicional o por la curvatura de las fachadas en esquina. 
Desde el inicio, los edificios de la Ley Salmón constituyen conjuntos reconocibles, que caracterizan a determinados barrios, como Los Mallos o Las Atochas-Monte Alto en La Coruña, con la participación de arquitectos como Santiago Rey Pedreira, Juan González Cebrián, Antonio Tenreiro Rodríguez, Peregrín Estellés, Rafael González Villar; o los del ensanche de Ibiza, O'Donnell o Argüelles en Madrid, con proyectos de arquitectos como Fernández Shaw, Luis Gutiérrez Soto, Arrillaga de la Vega o Ángel Laciana García.
Con el comienzo de la guerra civil española en julio de 1936 y la paralización de la actividad constructiva se dio por concluido este periodo.